# Anerincleistus setulosus
Anerincleistus setulosus är en tvåhjärtbladig växtart som beskrevs av Oskar Schwartz. Anerincleistus setulosus ingår i släktet Anerincleistus och familjen Melastomataceae.

## Underarter
Arten delas in i följande underarter:
- A. s. floccosus
- A. s. pallidifolius
- A. s. suffruticosus